# Nor-Am Cup 2025
La Nor-Am Cup 2025 è stata la 47ª edizione della  manifestazione organizzata dalla Federazione internazionale sci e snowboard; ha avuto inizio il 10 dicembre 2024 a Panorama, in Canada, e si è conclusa il 20 marzo 2025 a Sugarloaf, negli Stati Uniti.
In campo maschile sono state disputate 21 delle 26 gare in programma (4 discese libere, 6 supergiganti, 5 slalom giganti, 6 slalom speciali), in 5 tappe. Il canadese Raphaël Lessard si è aggiudicato sia la classifica generale sia quelle di discesa libera e di supergigante; il suo connazionale Liam Wallace ha vinto quella di slalom gigante e il croato Matej Vidović quella di slalom speciale. Il canadese Simon Fournier era il detentore uscente della Coppa generale. 
In campo femminile sono state disputate 22 delle 26 gare in programma (4 discese libere, 6 supergiganti, 6 slalom giganti, 6 slalom speciali), in 6 tappe. La statunitense Annika Hunt si è aggiudicata sia la classifica generale sia quelle di discesa libera e di supergigante; le sue connazionali Elisabeth Bocock e Liv Moritz hanno vinto rispettivamente quella di slalom gigante e quella di slalom speciale. La canadese Arianne Forget era la detentrice uscente della Coppa generale.
In seguito all'invasione russa dell'Ucraina del 2022, gli atleti russi e bielorussi sono stati esclusi dalle competizioni.

## Uomini

### Risultati
| Data             | Località        | Nazione     | Spec. | Primo                    | Secondo                    | Terzo                |
| ---------------- | --------------- | ----------- | ----- | ------------------------ | -------------------------- | -------------------- |
| 20 novembre 2024 | Copper Mountain | Stati Uniti | GS    | cancellata               | cancellata                 | cancellata           |
| 21 novembre 2024 | Copper Mountain | Stati Uniti | GS    | cancellata               | cancellata                 | cancellata           |
| 18 novembre 2024 | Aspen           | Stati Uniti | SL    | cancellata               | cancellata                 | cancellata           |
| 19 novembre 2024 | Aspen           | Stati Uniti | SL    | cancellata               | cancellata                 | cancellata           |
| 10 dicembre 2024 | Panorama        | Canada      | SG    | Brodie Seger             | Raphaël Lessard            | Isaiah Nelson        |
| 11 dicembre 2024 | Panorama        | Canada      | SG    | Raphaël Lessard          | Isaiah Nelson              | Johs Bråthen Herland |
| 12 dicembre 2024 | Panorama        | Canada      | GS    | Liam Wallace             | Asher Jordan Isaiah Nelson |                      |
| 13 dicembre 2024 | Panorama        | Canada      | GS    | Isaiah Nelson            | Liam Wallace               | Asher Jordan         |
| 14 dicembre 2024 | Panorama        | Canada      | SL    | Stanley Buzek            | Camden Palmquist           | Matej Vidović        |
| 15 dicembre 2024 | Panorama        | Canada      | SL    | Jesse Kertesz-Knight     | Matej Vidović              | Jevin Palmquist      |
| 27 gennaio 2025  | Norquay         | Canada      | SL    | Jesse Kertesz-Knight     | Pierick Charest            | Jimmy Krupka         |
| 28 gennaio 2025  | Norquay         | Canada      | SL    | Max Malsiner             | Stanley Buzek              | Camden Palmquist     |
| 29 gennaio 2025  | Lake Louise     | Canada      | GS    | Liam Wallace             | Jacob Dilling              | Daniele Sette        |
| 30 gennaio 2025  | Lake Louise     | Canada      | GS    | Liam Wallace             | Johs Bråthen Herland       | Nolan Sweeney        |
| 5 febbraio 2025  | Kimberley       | Canada      | DH    | Kyle Alexander           | Raphaël Lessard            | Mattias Wilson       |
| 7 febbraio 2025  | Kimberley       | Canada      | DH    | Kyle Alexander           | Raphaël Lessard            | Mattias Wilson       |
| 8 febbraio 2025  | Kimberley       | Canada      | SG    | Raphaël Lessard          | Kyle Alexander             | Kyle Blandford       |
| 9 febbraio 2025  | Kimberley       | Canada      | SG    | Raphaël Lessard          | Kyle Alexander             | Tanner Perkins       |
| 12 marzo 2025    | Sugarloaf       | Stati Uniti | DH    | Jeffrey Read             | Sam Morse                  | Tristan Lane         |
| 12 marzo 2025    | Sugarloaf       | Stati Uniti | DH    | Raphaël Lessard          | Wiley Maple                | Jeffrey Read         |
| 13 marzo 2025    | Sugarloaf       | Stati Uniti | SG    | Kyle Negomir Riley Seger |                            | Jeffrey Read         |
| 14 marzo 2025    | Sugarloaf       | Stati Uniti | SG    | Raphaël Lessard          | Kyle Negomir               | Loïc Chable          |
| 17 marzo 2025    | Sugarloaf       | Stati Uniti | GS    | cancellata               | cancellata                 | cancellata           |
| 18 marzo 2025    | Sugarloaf       | Stati Uniti | GS    | Ryder Sarchett           | Johs Bråthen Herland       | Isaiah Nelson        |
| 19 marzo 2025    | Sugarloaf       | Stati Uniti | SL    | Matej Vidović            | Stanley Buzek              | Camden Palmquist     |
| 20 marzo 2025    | Sugarloaf       | Stati Uniti | SL    | Matej Vidović            | Raphaël Lessard            | Cooper Puckett       |

Legenda:

DH = discesa libera

SG = supergigante

GS = slalom gigante

SL = slalom speciale

### Classifiche

#### Generale
| Pos. | Nome                 | Nazione     | Punti |
| ---- | -------------------- | ----------- | ----- |
| 1    | Raphaël Lessard      | Canada      | 1154  |
| 2    | Johs Bråthen Herland | Norvegia    | 556   |
| 3    | Isaiah Nelson        | Stati Uniti | 444   |
| 4    | Kyle Blandford       | Canada      | 438   |
| 5    | Tanner Perkins       | Stati Uniti | 419   |
| 6    | Liam Wallace         | Canada      | 404   |
| 7    | Matej Vidović        | Croazia     | 396   |
| 8    | Kyle Alexander       | Canada      | 360   |
| 8    | Jesse Kertesz-Knight | Canada      | 360   |
| 10   | Jacob Dilling        | Stati Uniti | 316   |

#### Discesa libera
| Pos. | Nome            | Nazione     | Punti |
| ---- | --------------- | ----------- | ----- |
| 1    | Raphaël Lessard | Canada      | 310   |
| 2    | Kyle Alexander  | Canada      | 200   |
| 3    | Jeffrey Read    | Canada      | 160   |
| 4    | Kyle Blandford  | Canada      | 158   |
| 5    | Hunter Salani   | Stati Uniti | 140   |

#### Supergigante
| Pos. | Nome            | Nazione     | Punti |
| ---- | --------------- | ----------- | ----- |
| 1    | Raphaël Lessard | Canada      | 530   |
| 2    | Tanner Perkins  | Stati Uniti | 237   |
| 3    | Brodie Seger    | Canada      | 219   |
| 4    | Kyle Blandford  | Canada      | 204   |
| 5    | Kyle Negomir    | Stati Uniti | 180   |

#### Slalom gigante
| Pos. | Nome                 | Nazione     | Punti |
| ---- | -------------------- | ----------- | ----- |
| 1    | Liam Wallace         | Canada      | 380   |
| 2    | Johs Bråthen Herland | Norvegia    | 254   |
| 3    | Isaiah Nelson        | Stati Uniti | 240   |
| 4    | Asher Jordan         | Canada      | 214   |
| 5    | Jacob Dilling        | Stati Uniti | 207   |

#### Slalom speciale
| Pos. | Nome                 | Nazione     | Punti |
| ---- | -------------------- | ----------- | ----- |
| 1    | Matej Vidović        | Croazia     | 396   |
| 2    | Raphaël Lessard      | Canada      | 263   |
| 3    | Stanley Buzek        | Stati Uniti | 260   |
| 4    | Jesse Kertesz-Knight | Canada      | 235   |
| 5    | Camden Palmquist     | Stati Uniti | 200   |

## Donne

### Risultati
| Data             | Località        | Nazione     | Spec. | Prima                 | Seconda                 | Terza                    |
| ---------------- | --------------- | ----------- | ----- | --------------------- | ----------------------- | ------------------------ |
| 18 novembre 2024 | Copper Mountain | Stati Uniti | GS    | cancellata            | cancellata              | cancellata               |
| 19 novembre 2024 | Copper Mountain | Stati Uniti | GS    | cancellata            | cancellata              | cancellata               |
| 20 novembre 2024 | Aspen           | Stati Uniti | SL    | cancellata            | cancellata              | cancellata               |
| 21 novembre 2024 | Aspen           | Stati Uniti | SL    | cancellata            | cancellata              | cancellata               |
| 10 dicembre 2024 | Panorama        | Canada      | SG    | Bobbi Jo Griffin      | Kiara Alexander         | Annika Hunt              |
| 11 dicembre 2024 | Panorama        | Canada      | SG    | Dasha Romanov         | Viktoria Zaytseva       | Sarah Bennett            |
| 12 dicembre 2024 | Panorama        | Canada      | SL    | Amelia Smart          | Hanna Aronsson Elfman   | Madison Hoffman          |
| 13 dicembre 2024 | Panorama        | Canada      | SL    | Amelia Smart          | Madison Hoffman         | Hanna Aronsson Elfman    |
| 14 dicembre 2024 | Panorama        | Canada      | GS    | Madison Hoffman       | Adriana Jelínková       | Mary Bocock              |
| 15 dicembre 2024 | Panorama        | Canada      | GS    | Hanna Aronsson Elfman | Adriana Jelínková       | Justine Lamontagne       |
| 27 gennaio 2025  | Lake Louise     | Canada      | GS    | Elisabeth Bocock      | Liv Moritz              | Justine Lamontagne       |
| 28 gennaio 2025  | Lake Louise     | Canada      | GS    | Elisabeth Bocock      | Sara Rask               | Justine Lamontagne       |
| 29 gennaio 2025  | Norquay         | Canada      | SL    | Kiara Alexander       | Liv Moritz              | Victoria Palla Sara Rask |
| 30 gennaio 2025  | Norquay         | Canada      | SL    | Liv Moritz            | Victoria Palla          | Kiara Alexander          |
| 5 febbraio 2025  | Kimberley       | Canada      | DH    | Haley Cutler          | Annika Hunt             | Shae O'Brien             |
| 6 febbraio 2025  | Kimberley       | Canada      | DH    | Haley Cutler          | Zoe Gray                | Viktoria Zaytseva        |
| 8 febbraio 2025  | Kimberley       | Canada      | SG    | Haley Cutler          | Elisabeth Bocock        | Annika Hunt              |
| 9 febbraio 2025  | Kimberley       | Canada      | SG    | Haley Cutler          | Annika Hunt             | Tatum Grosdidier         |
| 12 marzo 2025    | Sugarloaf       | Stati Uniti | DH    | Annika Hunt           | Anne-Catherine Théberge | Mary Bocock              |
| 12 marzo 2025    | Sugarloaf       | Stati Uniti | DH    | Mary Bocock           | Annika Hunt             | Estelle Martin           |
| 13 marzo 2025    | Sugarloaf       | Stati Uniti | SG    | Mary Bocock           | Liv Moritz              | Annika Hunt              |
| 14 marzo 2025    | Sugarloaf       | Stati Uniti | SG    | Annika Hunt           | Mary Bocock             | Logan Grosdidier         |
| 18 marzo 2025    | Burke Mountain  | Stati Uniti | SL    | Elisabeth Bocock      | Logan Grosdidier        | Annika Hunt              |
| 18 marzo 2025    | Burke Mountain  | Stati Uniti | SL    | Elisabeth Bocock      | Liv Moritz              | Sarah Bennett            |
| 19 marzo 2025    | Burke Mountain  | Stati Uniti | GS    | Elisabeth Bocock      | Cassidy Gray            | Adriana Jelínková        |
| 19 marzo 2025    | Burke Mountain  | Stati Uniti | GS    | Cassidy Gray          | Adriana Jelínková       | Logan Grosdidier         |

Legenda:

DH = discesa libera

SG = supergigante

GS = slalom gigante

SL = slalom speciale

### Classifiche

#### Generale
| Pos. | Nome             | Nazione     | Punti |
| ---- | ---------------- | ----------- | ----- |
| 1    | Annika Hunt      | Stati Uniti | 938   |
| 2    | Elisabeth Bocock | Stati Uniti | 740   |
| 3    | Liv Moritz       | Stati Uniti | 738   |
| 4    | Mary Bocock      | Stati Uniti | 677   |
| 5    | Haley Cutler     | Stati Uniti | 576   |
| 6    | Sarah Bennett    | Canada      | 531   |
| 7    | Tatum Grosdidier | Stati Uniti | 525   |
| 8    | Kiara Alexander  | Canada      | 507   |
| 9    | Logan Grosdidier | Stati Uniti | 471   |
| 10   | Kaitlin Keane    | Stati Uniti | 437   |

#### Discesa libera
| Pos. | Nome             | Nazione     | Punti |
| ---- | ---------------- | ----------- | ----- |
| 1    | Annika Hunt      | Stati Uniti | 300   |
| 2    | Haley Cutler     | Stati Uniti | 290   |
| 3    | Estelle Martin   | Canada      | 200   |
| 4    | Bobbi Jo Griffin | Stati Uniti | 185   |
| 5    | Mary Bocock      | Stati Uniti | 160   |

#### Supergigante
| Pos. | Nome             | Nazione     | Punti |
| ---- | ---------------- | ----------- | ----- |
| 1    | Annika Hunt      | Stati Uniti | 378   |
| 2    | Haley Cutler     | Stati Uniti | 286   |
| 3    | Mary Bocock      | Stati Uniti | 280   |
| 4    | Tatum Grosdidier | Stati Uniti | 271   |
| 5    | Dasha Romanov    | Stati Uniti | 215   |

#### Slalom gigante
| Pos. | Nome               | Nazione     | Punti |
| ---- | ------------------ | ----------- | ----- |
| 1    | Elisabeth Bocock   | Stati Uniti | 336   |
| 2    | Adriana Jelínková  | Rep. Ceca   | 300   |
| 3    | Justine Lamontagne | Canada      | 265   |
| 4    | Liv Moritz         | Stati Uniti | 225   |
| 5    | Mary Bocock        | Stati Uniti | 203   |

#### Slalom speciale
| Pos. | Nome             | Nazione       | Punti |
| ---- | ---------------- | ------------- | ----- |
| 1    | Liv Moritz       | Stati Uniti   | 318   |
| 2    | Kiara Alexander  | Canada        | 279   |
| 3    | Elisabeth Bocock | Stati Uniti   | 250   |
| 4    | Victoria Palla   | Gran Bretagna | 237   |
| 5    | Sara Rask        | Svezia        | 205   |